# Pilling (Lancashire)
Pour les articles homonymes, voir Pilling.
Pilling est un village et une paroisse civile du Lancashire, en Angleterre.